# Famille Glass
Pour les articles homonymes, voir Glass.
La famille Glass est une famille de personnages de fiction qui apparaissent dans plusieurs nouvelles de J. D. Salinger. À une exception près, les nouvelles concernant la famille Glass furent d'abord publiées dans le journal The New Yorker. Plusieurs de ces nouvelles ont été rassemblées et publiées dans les ouvrages Nouvelles ; Franny et Zooey ; Dressez haut la poutre maîtresse, charpentiers et Seymour : une introduction.

## Membres
Les membres de la famille Glass sont listés ici, des plus âgés aux plus jeunes :
- Bessie et Les Glass : Acteurs de vaudeville retraités et parents des personnages suivants :
- Seymour Glass : L'ainé des enfants de Bessie et Lee. Seymour apparaît dans Dressez haut la poutre maîtresse, charpentiers, Un jour rêvé pour le poisson-banane, Hapworth 16, 1924, Zooey, Seymour : une introduction. Il est l'auteur de la lettre retranscrite dans la nouvelle Hapworth et il est le personnage principal de Un jour rêvé pour le poisson-banane. Seymour se suicide à la fin de cette nouvelle. Il se marie avec Muriel en 1942.
- Webb "Buddy" Glass : Un des personnages principaux de Dressez haut la poutre maîtresse, charpentiers et Seymour : une introduction et le narrateur de Zooey. Il a écrit au moins deux nouvelles du recueil Nouvelles : Un jour rêvé pour le poisson-banane et Teddy. Il est aussi suggéré dans Seymour : une introduction que Buddy a écrit L'Attrape-cœurs. Buddy est souvent considéré comme le représentant direct de Salinger dans ses nouvelles. Le personnage vit dans le Nord de l'État de New York et enseigne dans un collège pour filles. Buddy était très proche de Seymour avant que ce dernier ne se suicide en 1948, et il raconte plusieurs des histoires de la famille Glass pour tenter de rester en contact avec son frère décédé.
- Beatrice "Boo Boo" Glass : Mariée et mère de trois enfants, Boo Boo apparaît dans En bas, sur le canot, est mentionnée dans Hapworth 16, 1924 et dans Dressez haut la poutre maîtresse, charpentiers.
- Walt Glass : Soldat américain tué dans un accident durant l'occupation du Japon peu après la fin de la Seconde Guerre mondiale. Il est décrit par sa fiancée dans Oncle déglingué au Connecticut. Il est aussi mentionné dans Zooey comme étant le seul garçon vraiment joyeux de la famille.
- Waker Glass : Moine Catholique Romain, de l'Ordre des Chartreux. Frère jumeau de Walt.
- Zachary Martin "Zooey" Glass : Personnage principal de la nouvelle Zooey dans laquelle il a 25 ans. Il est acteur et (selon Buddy) le plus attirant fils de la famille. Boo Boo le décrit comme "le scout Mohican Juif-Irlandais aux yeux bleus qui meurt dans tes bras à la table de la roulette à Monte-Carlo". Il est misanthrope, ce qu'il attribue à l'initiation au Mysticisme Oriental qu'ont pratiqué Seymour et Buddy sur lui et Franny alors qu'ils étaient enfants.
- Frances "Franny" Glass : Personnage principal de la nouvelle Franny, elle est étudiante à l'université et actrice. Dans les nouvelles Franny et Zooey on l'aperçoit avec le livre La voie d'un pèlerin ce qui la conduit à faire une dépression nerveuse. Franny est anorexique.

Tous les enfants sont précoces et ils sont tous apparus dans une émission de radio appelée C'est un enfant avisé !.
La famille est d'origine Juive-Irlandaise. Le père, Les, est Juif et la mère, Bessie, est Irlandaise.
La famille Glass habite New York.